# Coinjock
Coinjock è un census-designated place (CDP) degli Stati Uniti d'America, situato nello stato della Carolina del Nord, nella contea di Currituck. Secondo il censimento del 2020 gli abitanti di Coinjock ammontavano a 337.
Il nome Coinjock è di origine nativa americana e significa "il luogo delle paludi di mirtilli", riferendosi ai mirtilli di palude nativi della contea.
La Coinjock Colored School è stata inserita nel National Register of Historic Places nel 2013.
La sezione meridionale del canale Albemarle e Chesapeake taglia la contea di Currituck presso Coinjock.